# Caloplaca saxifragarum
Caloplaca saxifragarum är en lavart som beskrevs av Poelt. Caloplaca saxifragarum ingår i släktet orangelavar och familjen Teloschistaceae.   Inga underarter finns listade i Catalogue of Life.